# Sangraal
Pour plus de détails, voir Fiche technique et Distribution.
Sangraal (Sangraal, la spada di fuoco) est un péplum médiéval fantastique italien réalisé par Michele Massimo Tarantini et sorti en 1982.
La scène de l'attaque du village a été reprise dans le film L'Épée de feu de Francesco Prosperi, sorti un an plus tard.

## Synopsis
Sangraal, fils d'Ator, est l'héritier du peuple pacifique des marais. À sa naissance, il fut sauvé par sa nourrice, tandis que ses parents et la quasi-totalité de son peuple furent massacrés par un peuple rebelle voisin. Ayant grandi, Sangraal se place à la tête d'une poignée d'hommes courageux et part à la recherche d'une « terre promise » où s'installer et couler des jours heureux.
Pendant le voyage, il prend la défense d'une colonie de bergers tranquilles contre les hommes de Nantuk, un chef violent et cruel protégé par la déesse des enfers. Dans l'affrontement entre Sangraal et Nantuk, Lange, la femme dont Sangraal était amoureux, se fait tuer ; Sangraal lui-même - fait prisonnier - est sauvé in extremis par la belle Ati, fille du chef des bergers. Sangraal, pour apaiser son âme et trouver la paix, part à la recherche du sage Rudac, dans l'espoir qu'il puisse restaurer la vie de Lange.
Après de nombreuses péripéties et après s'être « purifié » par la souffrance et surmonté diverses difficultés, il rencontre enfin le « prophète » qui lui ordonne de continuer à lutter contre les forces du mal, mais uniquement par souci de justice, non par esprit de vengeance. Sangraal, fortifié dans sa foi pour la justice, affronte Nantuk et le tue, détruisant la déesse qui le protégeait avec lui.

## Fiche technique
Sauf indication contraire, les informations mentionnées dans cette section peuvent être confirmées par la base de données cinématographiques IMDb,  présente dans la section « Liens externes ».
- Titre français : Sangraal[1]
- Titre original italien : Sangraal, la spada di fuoco[2]
- Réalisation : Michele Massimo Tarantini (sous le nom de « Michael E. Lemick »)
- Scénario : Piero Regnoli
- Photographie : Giancarlo Ferrando (it), Pasquale Fanetti (de)
- Montage : Alessandro Lucidi (it)
- Musique : Franco Campanino
- Assistant-réalisateur : Ettore Arena
- Cascades : Roberto Alessandri
- Effets spéciaux : Giovanni Corridori
- Décors : Francesco Cuppini
- Costumes : Susanna Soro
- Production : Pino Buricchi (de), Umberto Innocenzi, Ettore Spagnuolo
- Société de production : Leader Cinematografica, Visione Cinematografica, Filmline
- Pays de production :  Italie
- Langue originale : italien
- Format : Couleur par Telecolor - 1,85:1 - Son mono - 35 mm
- Durée : 89 minutes (1 h 29[2])
- Genre : Médiéval fantastique
- Dates de sortie :
  - Italie : 27 novembre 1982
  - France : 3 avril 1985[1]

## Distribution
- Pietro Torrisi (sous le nom de « Peter McCoy ») : Sangraal
- Yvonne Fraschetti : Aki
- Mario Novelli : Nantuk
- Hal Yamanouchi : Li Wo Twan
- Xiomara Rodriguez : Lenda
- Massimo Pitarello : Rudak
- Margareta Rance : Déesse Rani
- Sabrina Siani : La déesse d'or et de vie

## Accueil critique
D'après Nanarland, le film souffre beaucoup de son manque de budget : « Combats anémiques et duels lamentables font le miel de l'amateur de bisseries italiennes dans un film qui, s'il manque parfois un peu de rythme, n'en est pas moins un très sympathique réservoir à ringardises ».
D'après l'encyclopédie allemande Lexikon des Fantasy-Films, le film est « Bête, imbécile, et surtout ennuyeux. Le genre de film dont on n'a peine à se souvenir un jour après l'avoir vu ».
D'après Psychovision, le film est une sorte de suite de Gunan il guerriero de Francesco Prosperi et il lui serait supérieur, ainsi qu'à d'autres films d'heroic fantasy italien : « Le fait que les distributeurs aient donc sorti ce Sangraal de leur besace reste une heureuse initiative car il est un cran au-dessus de Gunan. Certes, le niveau n'est pas exceptionnel, mais entre Thor le Guerrier (it) et Le Retour du barbare, Sangraal ne paraît pas si mal ! ».